# ترویتسکی (سرزمین آلتای)
ترویتسکی (به لاتین: Troitsky) یک منطقهٔ مسکونی در روسیه است که در سرزمین آلتای واقع شده‌است.